# James Flanagan
James Loton Flanagan (Greenwood, 26 de agosto de 1925 – 25 de agosto de 2015) foi um engenheiro estadunidense